# Stanisław Dworak

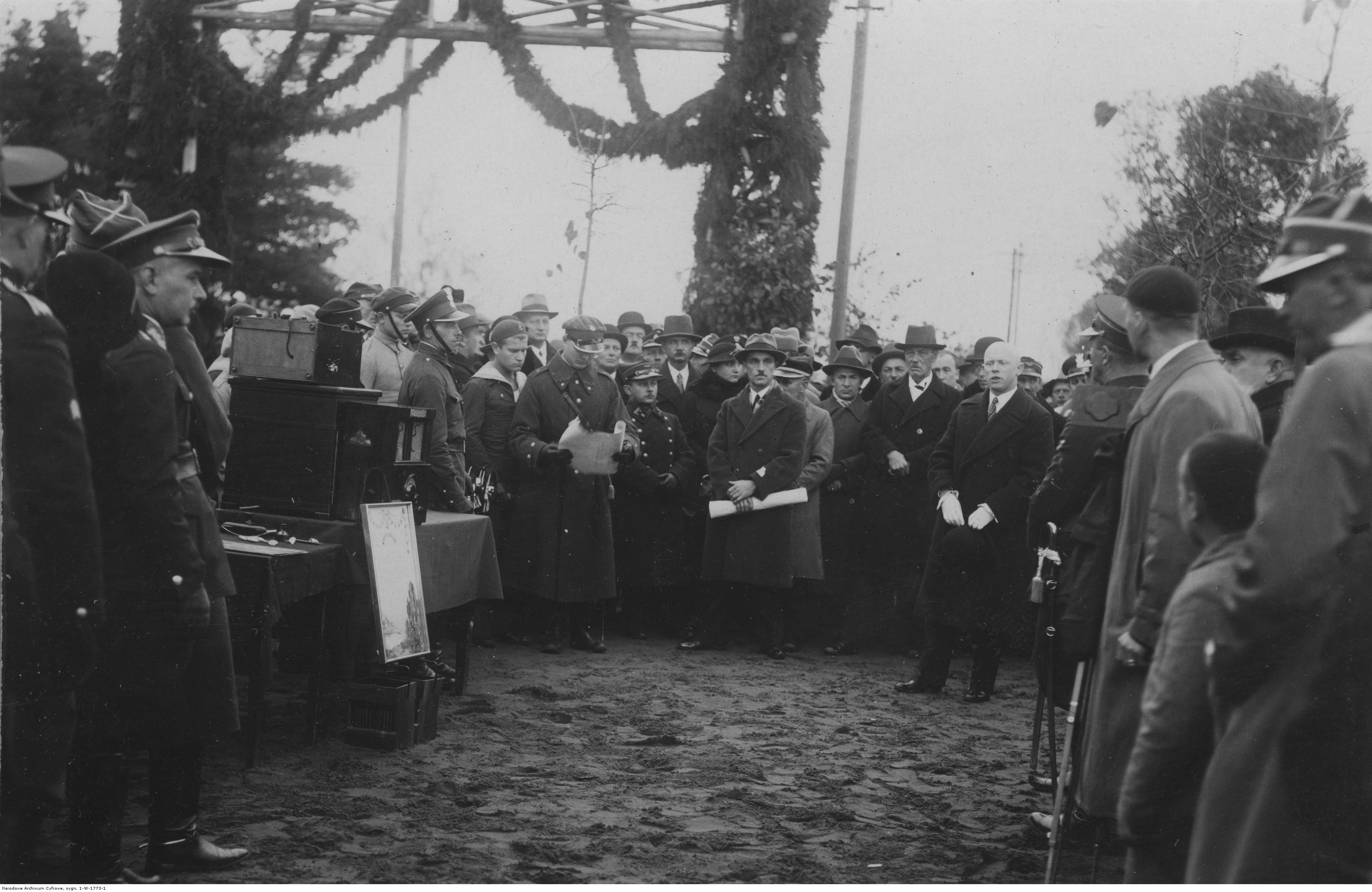
Stanisław Dworak (w środku, bez nakrycia głowy) przemawia na uroczystości 10-lecia KOP w Nowych Święcianach, 1934.

Stanisław Dworak vel Dworzak (ur. 23 lipca 1895 w Pogoni, zm. 4 września 1990 w Warszawie) – kapitan artylerii Wojska Polskiego, działacz niepodległościowy, kawaler Orderu Virtuti Militari, agronom, prawnik, ziemianin, urzędnik państwowy, starosta święciański.

## Życiorys
Pochodził z rodziny ziemiańskiej Władysława Walentego i Marii z Galskich 1. v. Gruszczyńskiej. Ojciec był inżynierem kolejnictwa, zatrudnionym przy budowie Kolei Iwanogrodzko-Dąbrowskiej. Stanisław Dworzak ukończył gimnazjum Kozłowskiego w Warszawie w 1913. W okresie szkolnym związał się z PPS – Frakcją Rewolucyjną. Za działalność niepodległościową i socjalistyczną w styczniu 1914 został aresztowany w Warszawie i osadzony w Cytadeli, następnie przeniesiony do Orła (1915).
1 września 1916 został powołany do służby w Armii Imperium Rosyjskiego jako kanonier baterii w Moskwie. W trakcie służby, 29 września 1916 – 2 stycznia 1917 był słuchaczem szkoły podoficerów artylerii w 1. dyonie, następnie zaś od 1 lipca 1917 uczęszczał do szkoły oficerskiej. W następnym miesiącu został skierowany do Irkucka, gdzie uczestniczył w szkoleniu artyleryjskim. Po jego zakończeniu pozostał w służbie jako młodszy oficer. Został zdemobilizowany w styczniu 1918, po czym przyłączył się do formacji antybolszewickich. Walczył na froncie zabajkalskim (13 kwietnia – 1 września 1918). W sierpniu 1918 nieznacznie raniony w boju. Studiował wówczas prawo na Uniwersytecie w Tomsku. 1 września 1918 zgłosił się jako ochotnik do 5 Dywizji Strzelców Polskich na Syberii. Służył jako młodszy oficer 3. baterii w 5 pułku artylerii polowej.
Do kraju powrócił w sierpniu 1920, biorąc udział w wojnie polsko-bolszewickiej. Dowodził wtedy 2. baterią 2. dyonu syberyjskiego w bitwie warszawskiej. 21 listopada 1920 został przeniesiony na stanowisko młodszego oficera do baterii zapasowej 30. syberyjskiego pułku artylerii piechoty, a 10 listopada nast. r. dowodził baterią tegoż pułku. W 1922 ukończył kurs instruktorski gimnastyki, aby 4 października t.r. rozpocząć pracę referenta wychowania fizycznego w macierzystej jednostce. Następnie został skierowany do prac kancelaryjnych, obejmując funkcje oficera ewidencyjnego (28 września 1923) 14 pułku artylerii polowej, następnie referenta w Dowództwie 14 Dywizji Piechoty (25 maja 1923). Później przywrócono go na stanowisko młodszego oficera 14 pułku artylerii polowej (17 lutego 1925). Jednak z racji na zły stan zdrowia został ponownie skierowany do służby w administracji wojskowej (27 grudnia 1925), obejmując stanowisko referenta w Dowództwie Okręgu Korpusu Nr VII w Poznaniu. W 1926 został przeniesiony w stan nieczynny bez poborów. 12 kwietnia 1927 prezydent RP nadał mu stopień kapitana z dniem 1 stycznia 1927 i 14. lokatą w korpusie oficerów artylerii. Z dniem 28 lutego 1929 został przeniesiony do rezerwy, a w 1931 przeniesiony do pospolitego ruszenia.
W 1930 osiadł w rodzinnej posiadłości ziemskiej w Golędzkiem k. Kutna. Zaangażował się w działalność społeczną w zakresie popularyzacji kultury fizycznej, sportu i obronności. Został komendantem miejscowego oddziału Związku Strzeleckiego. Rozwijał działalność rolniczą, propagując innowacyjne metody gospodarowania. Został wybrany wiceprezesem okręgu w Łodzi Centralnego Towarzystwa Rolniczego oraz członkiem zarządu Związku Plantatorów Buraka Cukrowego.
26 czerwca 1934 objął funkcję starosty w Święcianach. Po agresji Związku Radzieckiego, 18 września 1939 ewakuował się wraz z urzędem do Zaleszczyk, jednak sam odmówił emigracji i powrócił do Warszawy. Prawdopodobnie wziął udział w powstaniu 1944.
Po zakończeniu wojny powrócił do pracy urzędniczej, zajmując kolejno stanowiska: inspektora w Wojewódzkim Urzędzie Ziemskim w Łodzi, kierownika w Państwowej Centrali Handlu w Łowiczu oraz planisty w naczelnej dyrekcji Centrali Rybnej w Warszawie. Przeszedł na emeryturę 1 stycznia 1956. Zmarł 4 września 1990 w Warszawie. Został pochowany na tamtejszym cmentarzu Północnym (kwatera O-I-6-2-6).
Był żonaty z Małgorzatą Hildegardą z Nentwigów.

## Ordery i odznaczenia
- Krzyż Srebrny Orderu Virtuti Militari nr 3787
- Krzyż Niepodległości z Mieczami – 18 października 1932 „za pracę w dziele odzyskania niepodległości”[8]
- Krzyż Walecznych